# 生啤酒

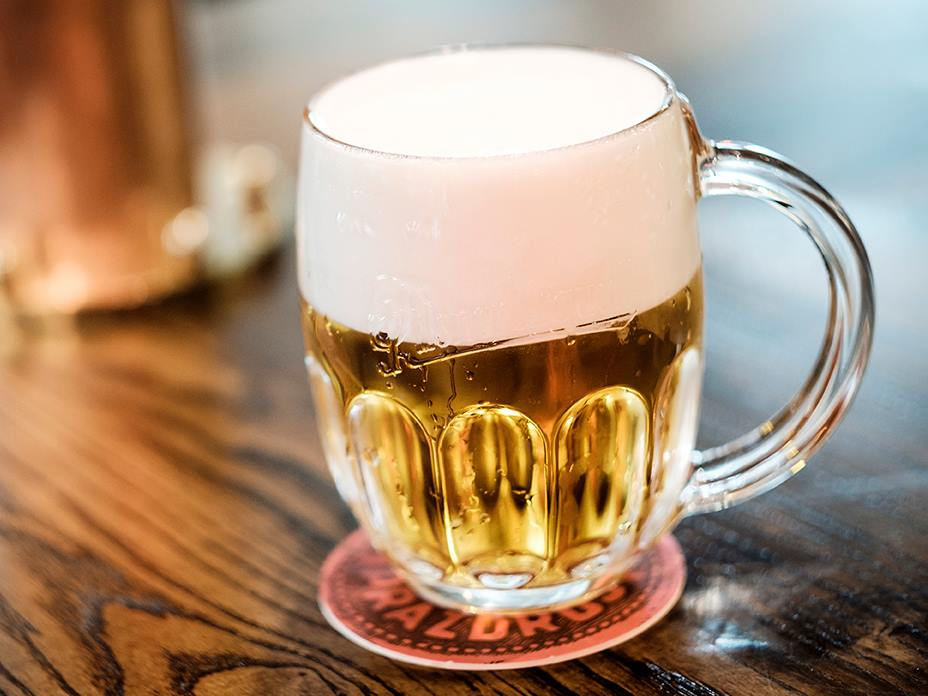
一小杯生啤酒

生啤酒是未滅菌直接由發酵的桶中裝取，或采用微孔膜过滤即冷过滤的方式杀菌的啤酒，相對於熟啤酒采用巴斯德消毒法杀菌。因此，生啤酒比熟啤酒更加新鲜清爽，其味道鲜美，但由于酵母会继续发酵啤酒，容易使生啤酒变质，不易保存。
生啤酒经严格的过滤程序，将其中的杂质除去之后，便成为纯生啤酒，这样的啤酒存放几个月也不会变质。
生啤酒的口感和理念促进了生可乐的诞生